# Séversk
|  | No s'ha de confondre amb Séversk (Donetsk). |

Séversk (en rus Се́верск) és una ciutat tancada de l'óblast de Tomsk, a l'àrea siberiana de Rússia. L'any 2021 tenia 106.648 habitants.
Va ser fundada l'any 1949 amb el nom de Piati Potxtovi (Пя́тый Почто́вый), fins que el 1954 fou rebatejada com a Tomsk-7 (Томск-7). El 1992 va adquirir el nom actual.
És la seu del Grup Siberià d'Empreses Químiques, fundat el 1954, i comprèn alguns reactors nuclears i plantes químiques per a l'enriquiment i separació de l'urani i el plutoni. Segons l'acord amb els Estats Units, dos dels tres reactors de plutoni ja han estat desmantellats.
A les instal·lacions de la ciutat es produeixen i s'emmagatzemen armes nuclears. Un dels més seriosos accidents nuclears va passar el 6 d'abril de 1993 quan explotà un contenidor que contenia una solució altament radioactiva.

## Ciutat secreta

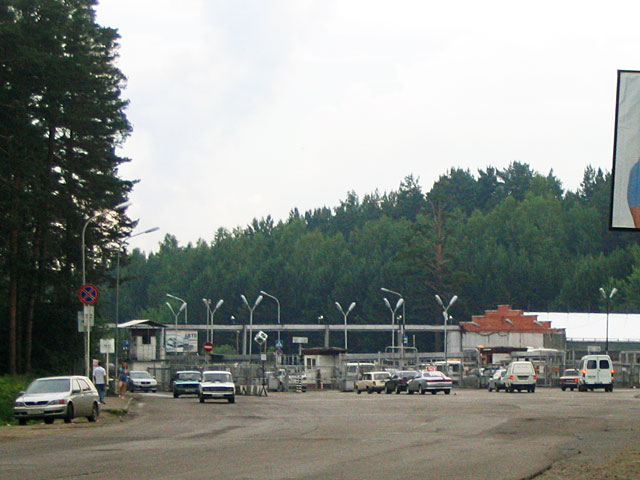
Punt de control central

Séversk va ser una ciutat secreta fins que el president Borís Ieltsin decretà, el 1992, que les ciutats secretes podien usar el seu nom històric. La ciutat no apareixia als mapes oficials fins aleshores.
Durant molts anys els residents tenien restriccions per entrar a la ciutat i sortir-ne. Malgrat no tenir l'estatus de ciutat secreta, encara és tancada als no residents.